# (4817) Gliba
(4817) Gliba es un asteroide perteneciente al cinturón de asteroides, descubierto el 27 de febrero de 1984 por Henri Debehogne desde el Observatorio de La Silla, Chile.

## Designación y nombre
Designado provisionalmente como 1984 DC1. Fue nombrado Gliba en honor al astrónomo George Gliba cofundador de la Sociedad Astronómica Chagrin Valley. Ha trabajado en el Centro de Vuelo Espacial de la NASA / Goddard desde 1979 en proyectos como la IUE, GRO y el telescopio espacial Hubble.

## Características orbitales
Gliba está situado a una distancia media del Sol de 2,347 ua, pudiendo alejarse hasta 2,836 ua y acercarse hasta 1,859 ua. Su excentricidad es 0,208 y la inclinación orbital 2,159 grados. Emplea 1314 días en completar una órbita alrededor del Sol.

## Características físicas
La magnitud absoluta de Gliba es 13,7. Tiene 3,792 km de diámetro y su albedo se estima en 0,446. Está asignado al tipo espectral Sl según la clasificación SMASSII.